# Abrothrix jelskii
Abrothrix jelskii és una espècie de mamífer rosegador de la família dels cricètids. Viu a altituds d'entre 2.200 i 5.000 msnm a l'Argentina, Bolívia, el Perú i Xile. Els seus hàbitats naturals són els herbassars oberts, les zones rocoses, els matollars, els camps de conreu i les cases rurals. És una espècie en risc mínim, és a dir, no sembla que hi hagi cap amenaça significativa per a la seva supervivència.
L'espècie fou anomenada en honor del zoòleg polonès Konstanty Jelski.